# Phragmites karka
Espèce
Classification phylogénétique
Statut de conservation UICN

 LC  : Préoccupation mineure
Phragmites karka est une espèce de roseaux asiatique de la famille des Poaceae. Elle pousse dans les savanes humides d'Afrique, d'Asie et d'Australie.

## Synonymes
- Arundo karka Retz.
- Arundo vallatoria L.
- Phragmites vallatoria (L.) Veldkamp
- Arundo roxburghii Kunth
- Phragmites roxburghii (Kunth) Steud.

## Description
Sa numération chromosomique est 2n=36, 38, 48